# Поляни (Хорватія)
45°41′ пн. ш. 17°10′ сх. д. / 45.68° пн. ш. 17.17° сх. д.
Поляни (хорв. Poljani) — населений пункт у Хорватії, у Б'єловарсько-Білогорській жупанії у складі міста Грубишно-Полє.

## Населення
Населення за даними перепису 2011 року становило 261 осіб.
Динаміка чисельності населення поселення: